# 乙酰丙酮铟
乙酰丙酮铟是铟的乙酰丙酮配合物，化学式为In(C5H7O2)3，或简写为In(acac)3。

## 用途
乙酰丙酮铟和乙酰丙酮亚锡可以用常压化学气相沉积法制备氧化铟锡薄膜。得到的薄膜是透明的和导电的，厚度约为200 nm。铜铟镓二硒化物（CIGS）也可以乙酰丙酮铟为原料制备出来。用In(acac)3和硫化氢反应，通过原子层化学气相沉积（ALCVD），可以合成薄膜CIGS太阳能电池。